# روبرت إي. لي تشادويك
روبرت إي. لي تشادويك (بالإنجليزية: Robert E. Lee Chadwick)‏ هو عالم إنسان أمريكي، ولد في 29 مارس 1930، وتوفي في 3 يناير 2014 في نيويورك في الولايات المتحدة.